# كيفن جونسون (لاعب كرة قدم كندية)
كيفن جونسون (بالإنجليزية: Kevin Johnson)‏ هو لاعب كرة قدم كندية أمريكي، ولد في 27 ديسمبر عام 1973، في ويندر في الولايات المتحدة.